# Sídliště Řepy

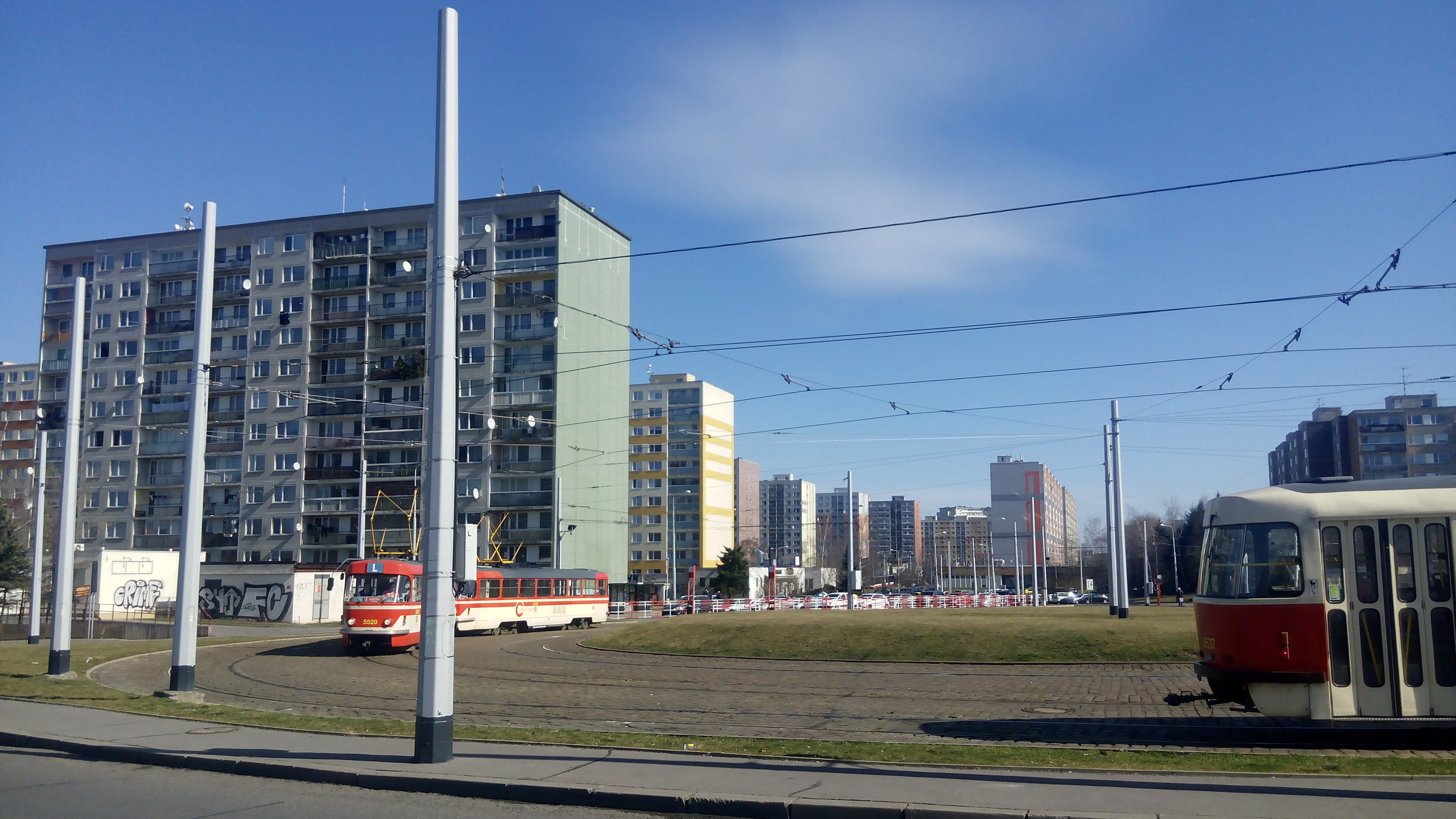
Tramvajová smyčka Sídliště Řepy

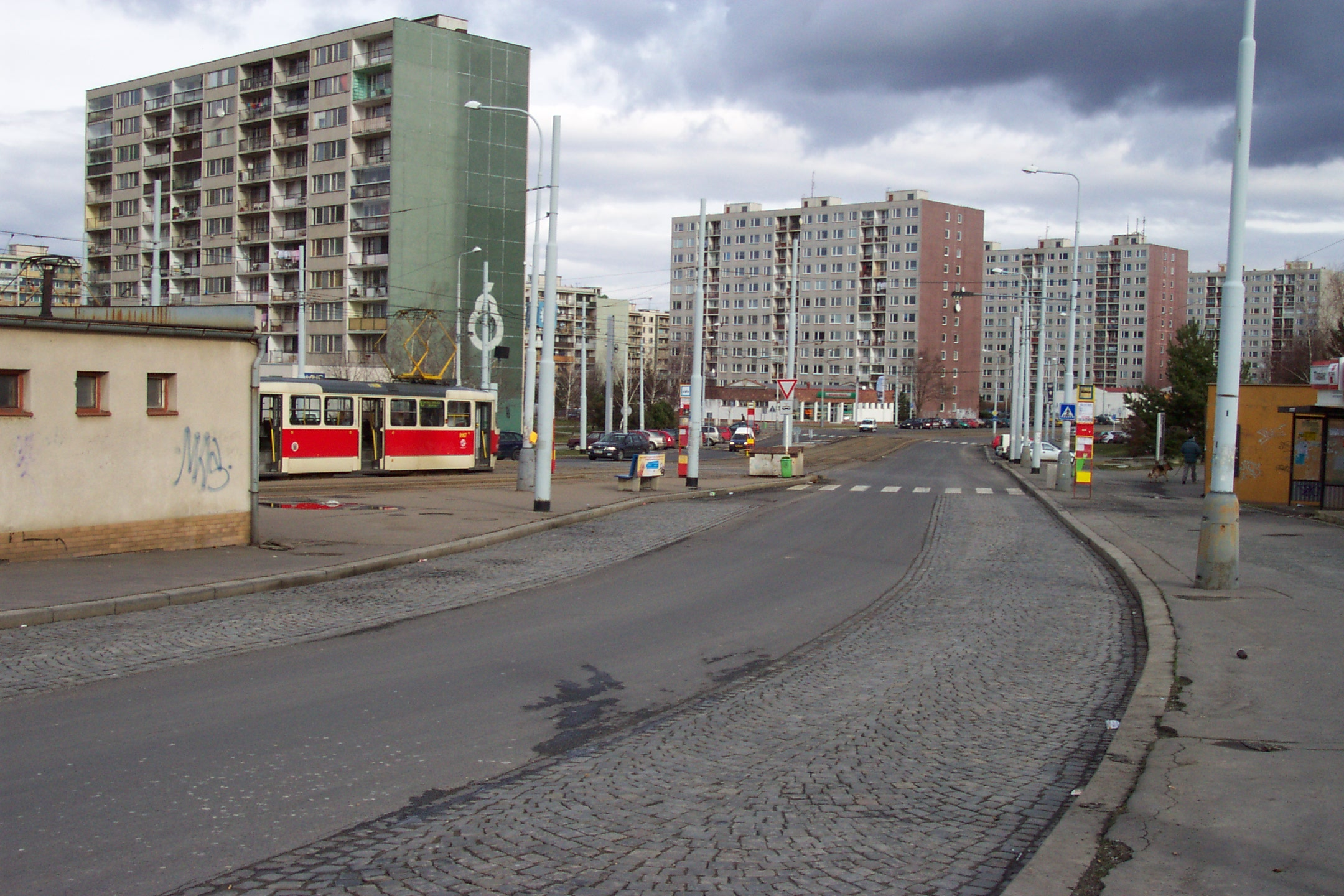
Sídliště Řepy II.

Sídliště Řepy je větší pražské sídliště nacházející se v městské části Praha 17 ve čtvrti Řepy. Zabírá přibližně jižní polovinu Řep a bydlí tu většina jejich obyvatel. Dělí se na sídliště Řepy I. (východně od ulice Slánské) a sídliště Řepy II. (západně od Slánské). Nachází se tu významná, po něm pojmenovaná tramvajová smyčka, z níž vybíhá tramvajová trať směrem k Andělu. Vzniklo v letech 1980–1983 podle návrhů architektů L. Kepky a P. Frolika. Bylo postaveno s kapacitou 8973 bytů a určeno pro 23 000 obyvatel. 